# Goniobranchus collingwoodi
Goniobranchus collingwoodi (Rudman, 1987) è un mollusco nudibranchio della famiglia Chromodorididae.

## Distribuzione e habitat
La specie è diffusa nell'Oceano Pacifico.